# マーティン・シュヴァルツシルト
マーティン・シュヴァルツシルト（Martin Schwarzschild、1912年5月31日 – 1997年4月10日）は、ドイツ生まれのアメリカ合衆国の天文物理学者。恒星の構造と生成の分野で業績をあげた。

## 経歴
ポツダムに、ユダヤ系ドイツ人（ユダヤ系）の天文学者カール・シュヴァルツシルトの息子として生まれた。父親が1916年に没するとゲッティンゲンに家族と移り、ゲッティンゲンとベルリンで学び、1935年にゲッティンゲン大学で学位を得た。ユダヤ系であったので1936年アメリカへ移住し、1942年アメリカ市民権を得た。1947年からプリンストン大学で研究した。星の構造と進化の理論的研究を行い、赤色巨星生成の理論などを解明した。

## 受賞歴
- 1957年 - ニューカム・クリーブランド賞
- 1959年 - カール・シュヴァルツシルト・メダル
- 1960年 - ヘンリー・ドレーパー・メダル
- 1960年 - 米国天文学会 ヘンリー・ノリス・ラッセル講師職
- 1963年 - エディントン・メダル
- 1965年 - ブルース・メダル
- 1969年 - 王立天文学会ゴールドメダル
- 1970年 - ジュール・ジャンサン賞
- 1991年 - ブラウワー賞

## 命名
- 小惑星：(4463) Marschwarzschild[1]。